# Bóng gỗ trên cỏ tại Đại hội Thể thao Đông Nam Á 2007

Giải bóng gỗ trên cỏ tại Đại hội Thể thao Đông Nam Á 2007 diễn ra từ ngày 9 đến ngày 12 tháng 12 năm 2007 với 6 nội dung thi đấu.

## Xếp hạng theo quốc gia
| Hạng | Đoàn        | Vàng | Bạc | Đồng | Tổng |
| ---- | ----------- | ---- | --- | ---- | ---- |
| 1    | Malaysia    | 4    | 1   | 1    | 6    |
| 2    | Thái Lan    | 1    | 3   | 1    | 5    |
| 3    | Brunei      | 1    | 0   | 1    | 2    |
| 4    | Philippines | 0    | 1   | 3    | 4    |
| 5    | Singapore   | 0    | 1   | 0    | 1    |
| Tổng | Tổng        | 6    | 6   | 6    | 18   |

## Bảng huy chương
| Nội dung | Vàng                                                                 | Bạc                                                         | Đồng                                                        |          |
| -------- | -------------------------------------------------------------------- | ----------------------------------------------------------- | ----------------------------------------------------------- | -------- |
| Đơn nam  | Hj Naim Brahim                                                       | Chia Tee Chiak                                              | Safuan Said                                                 | chi tiết |
| Đôi nam  | Malaysia Azim Azami Mohd Ariffin Mohd Amir Mohd Yusof                | Thái Lan Chaithai Kanchanakaphan Tanakrit Thamasarn         | Brunei Md Salleh Awang Hitam Mohd Israt                     | chi tiết |
| Ba nam   | Malaysia Fairul Izwan Abd Muin Mohd Azwan Shuhaimi Zulhilmie Redzuan | Thái Lan Sakprasert Mitsaha Tanongsak Klinsorn Winai Niklum | Philippines Angelo Morales Emmanuel Portacio Hommer Mercado | chi tiết |
| Đơn nữ   | Songsin Tsao                                                         | Siti Zalina Ahmad                                           | Rosita Bradborn                                             | chi tiết |
| Đôi nữ   | Malaysia Azlina Arshad Emma Firyana Saroji                           | Philippines Nancy Bercasio Sonia Bruce                      | Thái Lan Arpa Phonghanyudh Thonguaan Buranwut               | chi tiết |
| Ba nữ    | Malaysia Maisarah Aminludin Nor Fidrah Noh NorHasimah Ismail         | Thái Lan Orawan Sodok Saengjan Wareeram Thong Oomen         | Philippines Aine Knight Maila Witheridge Ronalyn Greenlees  | chi tiết |